# Barokk antikva

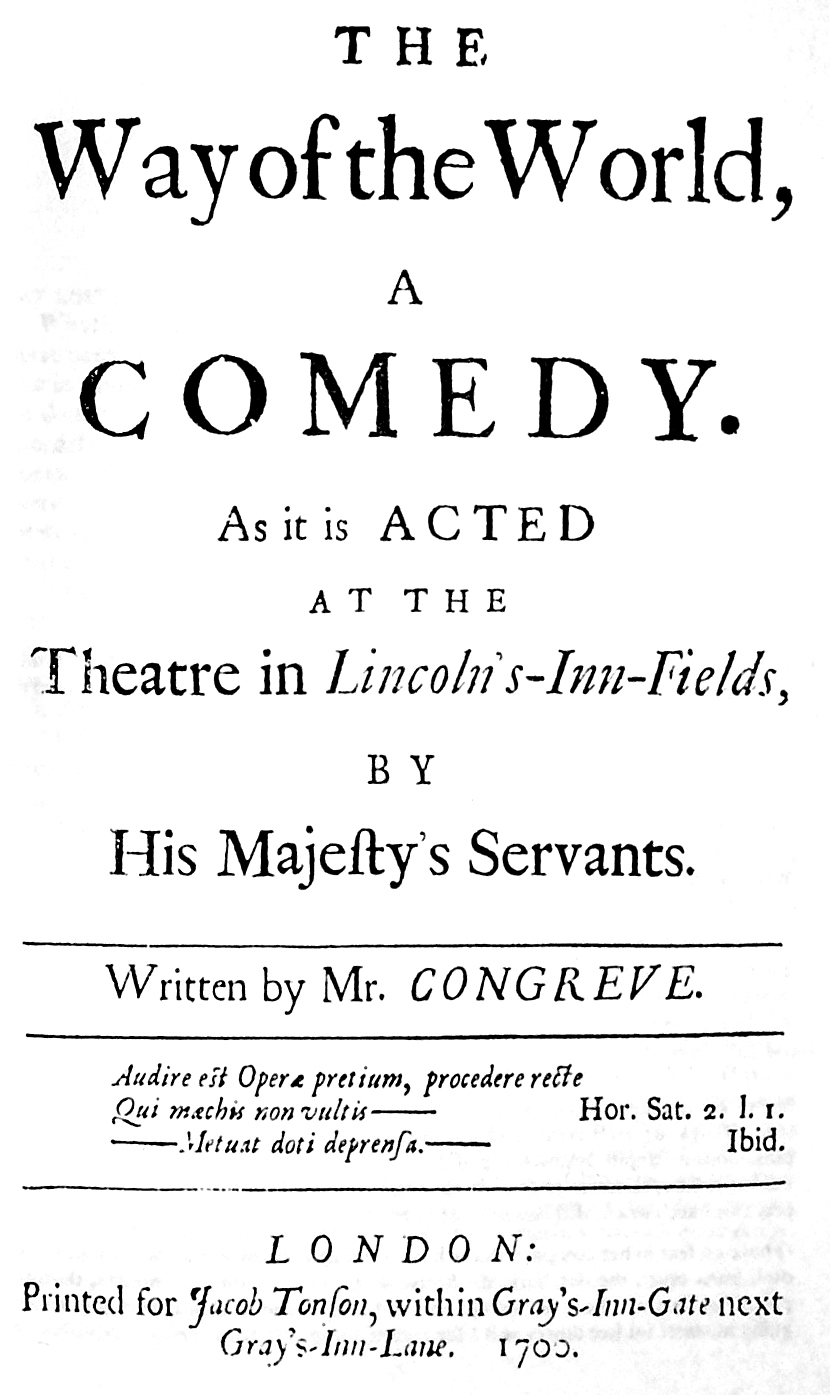

A barokk antikva egyike a betűtípusok tízes csoportosításának.

## Eredete
Az első tipikus barokk antikva a „romain du roi”, amit XIV. Lajos francia király megbízására dolgozott ki Louis Simoneau (1695). Jellemzője a betűképek matematikai megközelítése, emiatt merev, négyzetes formák alakultak ki, amik rontották az olvashatóságot. A „romain du roi” túlszerkesztett, „darabos” betűképeit Simon Pierre Fournier, más néven Fournier le Jeune (1712-1768) munkássága révén sikerült feloldani. A francia mester a betűk szélességi arányait variálta. Ő dolgozta ki az úgynevezett hetes osztást, amit ma is használunk. A nevéhez fűződik a tipográfia mértékrendszerének, a pont-rendszernek a kidolgozása is. Ez későbbi követőjéről Didot-rendszernek hívjuk.

## Jellemzői
- A segéd- és alapvonalak vastagságának különbsége erőteljesebb.
- A betűtalpak, záró vonalkák kevésbé gömbölyítettek.
- A kerek formáknál a tengely kevésbé ferde, vagy függőleges.